# مفلوکین
مفلوکین (به انگلیسی: Mefloquine)
رده درمانی: داروهای ضد مالاریا
اشکال دارویی: قرص

## موارد مصرف
برای درمان مالاریا و پروفیلاکسی آن استفاده می‌شود.

## عوارض جانبی
تشنج و اختلالات روانپزشکی ، اختلالات بینایی (آسیب به شبکیه)، گیجی ، پنومونیت و قلبی.